# 한종건
한종건(韓鍾建, 일본식 이름: 西原鍾建니시하라 쇼켄, 1902년 12월 18일 ~ 1986년 7월 28일)은 일제강점기의 관료 겸 경찰이자 미 군정기의 경찰, 대한민국의 경찰, 정치인, 법조인으로, 본관은 청주, 호는 우계(愚溪)이며 본적은 경상남도 함안군 함안면이다.

## 생애
경성부 중앙중학교 2학년에 재학 중이던 1919년 3·1 운동에 참가했으며 나중에 보안법 위반 혐의로 체포되었다. 1919년 11월 6일 경성지방법원으로부터 징역 6개월, 집행유예 3년형을 선고받고 출소했다. 일본 가나자와 제4고등학교와 교토 제국대학 법학부를 졸업했고 1932년 일본 고등문관시험 사법과, 1933년 고등문관시험 행정과에 합격했다.
1930년부터 1932년까지 경기도 재무부 세무과 속(屬), 1933년 평안남도 내무부 산업과 속(屬)으로 근무했고 1934년 평안남도 내무부 산업과 및 지방과에서 근무했다. 1934년 11월 27일 조선총독부 경시로 임명되었으며 1935년부터 1936년까지 전라북도 경찰부 경무과 및 순사교습소에서 경시로 근무했다. 1936년 10월 16일 황해도 경찰부 보안과장 겸 경시, 순사징계위원회 위원으로 임명되었고 1938년 3월 26일 황해도 방공위원회 간사로 임명되었다.
황해도 경찰부 보안과장 겸 경시로 재직 중에 일어난 중일 전쟁 당시 각종 경제 관련 위반 사건 총 62건을 검거하는 한편 황해도 내에서 자경단을 조직하고 강화하는 데에 주력했다. 당시 황해도 내에서 결성된 자경단은 총 25,656단, 총 단원 수 196,122명에 달하는 큰 규모였다고 전해진다. 1940년 4월 29일 중일 전쟁에 적극 협력한 공로를 인정받아 공로(功勞)에 상신되었으며 1944년 3월 18일 일본 정부로부터 훈6등 서보장을 받았다.
1941년 3월 31일부터 1941년 5월 30일까지 평안남도 경찰부 보안과장, 순사부장 시험위원, 도순사징계위원회 예비위원을 역임했고 1941년 5월 31일부터 1943년 9월 29일까지 조선총독부 세무감독국 사무관으로 재직하는 동안 대구세무감독국 서무부장(1941년 4월 31일 임명)과 직세부장(1943년 3월 15일 임명), 소매 및 소득 심사위원회 위원(1943년 4월 12일 임명), 평양세무감독국 직세부장(1943년 9월 30일 임명)을 역임했다.
1943년 12월 1일 평안북도 재무부장으로 임명되었으며 1943년 12월 9일 조선금융조합연합회 평안북도 지부 감리관으로 임명되었다. 1944년 1월 4일 평안북도 자금위원회 위원으로 임명되었고 평안북도 소매 및 소득 심사위원회 위원(1944년 5월 23일 임명), 조선 철도간선 긴급 증강 경성지방연락부 간사(1944년 12월 18일 임명), 전시손해보험 조사위원(1945년 2월 4일 임명)을 역임했다.
광복 이후부터 경무국 수사국장, 1945년 9월 2일 미군 주둔 후 미군정 경무국 보안국장, 구계운동경기 심의위원이 되었다. 이어 경찰 징계 심의위원이 되었으며 인천경찰서장 박명제 등의 강등 심의에 참여했다. 1947년 11월 미군정 경무부 차장과 전북경찰청장, 경찰부 공안국장, 1950년 제2대 국회의원 총선거에 함안에서 출마했다가 낙선했다. 1957년 국회의원 총선거에 입후보했으나 낙선했다.
1960년 7월 29일부터 1961년 5월 16일까지 대한민국 제5대 국회의원(경상남도 함안군)을 역임했다. 1964년부터 1967년까지 대한민국 감사원 감사위원을 역임했고 나중에 변호사로 근무했다. 친일파 708인 명단의 조선총독부 사무관 부문과 경시 부문, 민족문제연구소의 친일인명사전 수록자 명단의 경찰 부문과 관료 부문, 친일반민족행위진상규명위원회가 발표한 친일반민족행위 705인 명단에 포함되었다.

## 역대 선거 결과
|  | 0% |

|  | 21.96% |

|  | 30.42% |

|  | 52.86% |